# Лошвиллер
Лошвиллер (фр. Lochwiller) — коммуна на северо-востоке Франции в регионе Гранд-Эст (бывший Эльзас — Шампань — Арденны — Лотарингия), департамент Нижний Рейн, округ Саверн, кантон Саверн. До марта 2015 года коммуна административно входила в состав упразднённого кантона Мармутье (округ Саверн).
Площадь коммуны — 4,63 км², население — 372 человека (2006) с тенденцией к росту: 441 человек (2013), плотность населения — 95,3 чел/км².

## Население
Население коммуны в 2011 году составляло 445 человек, в 2012 году — 443 человека, а в 2013-м — 441 человек.
| 1962 | 1968 | 1975 | 1982 | 1990 | 1999 | 2006 | 2008 | 2011 | 2012 | 2013 |
| ---- | ---- | ---- | ---- | ---- | ---- | ---- | ---- | ---- | ---- | ---- |
| 276  | 268  | 281  | 322  | 341  | 345  | 372  | 405  | 445  | 443  | 441  |

Динамика населения:

## Экономика
В 2010 году из 292 человек трудоспособного возраста (от 15 до 64 лет) 213 были экономически активными, 79 — неактивными (показатель активности 72,9 %, в 1999 году — 67,8 %). Из 213 активных трудоспособных жителей работали 206 человек (113 мужчин и 93 женщины), 7 числились безработными (трое мужчин и 4 женщины). Среди 79 трудоспособных неактивных граждан 20 были учениками либо студентами, 32 — пенсионерами, а ещё 27 — были неактивны в силу других причин.

## Достопримечательности (фотогалерея)

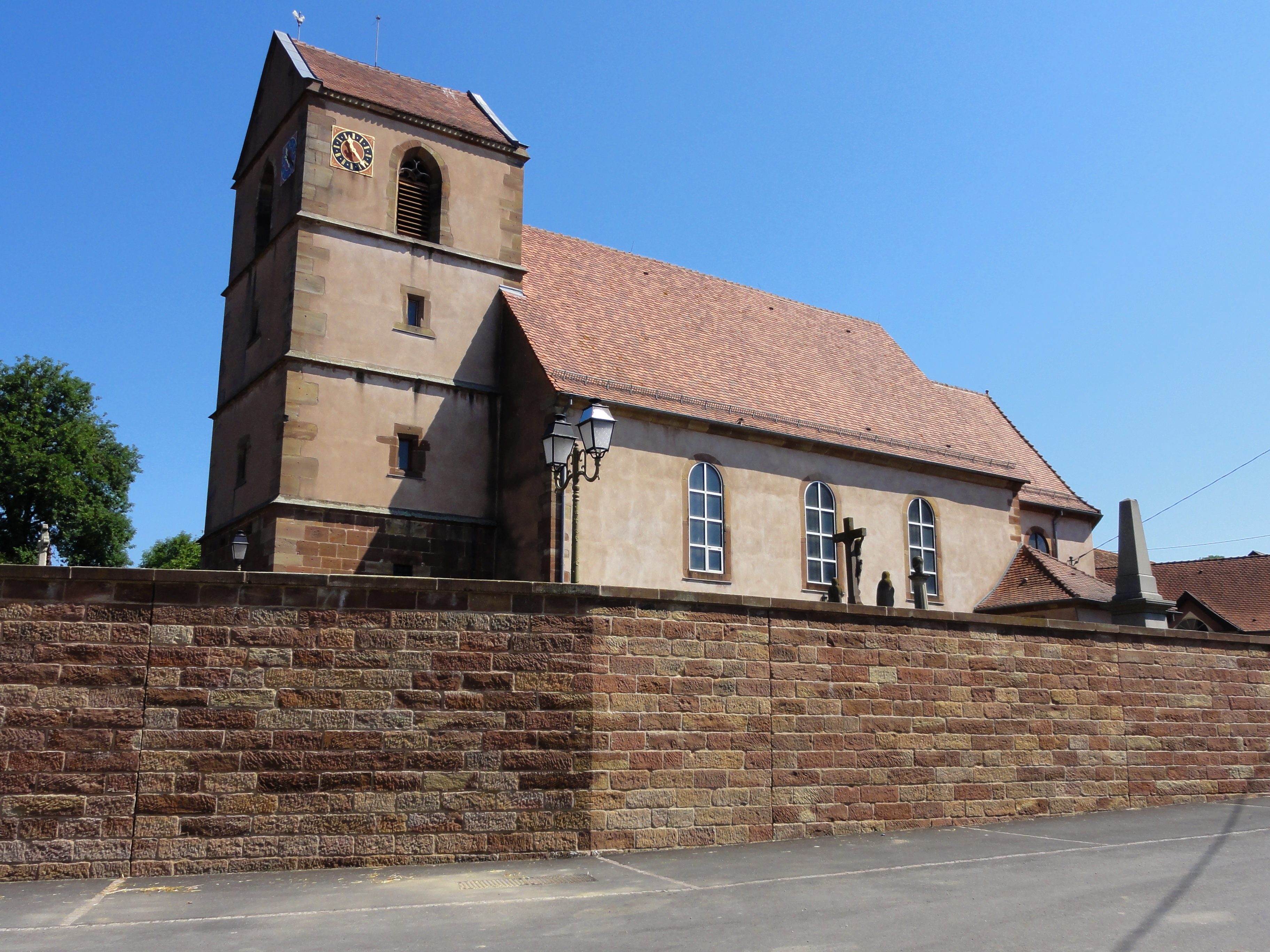
Церковь